# McLaren M23
Chronologie des modèles (1973-1974-1975-1976-1977-1978)
McLaren M19C McLaren M26
La McLaren M23 est une monoplace conçue par l'ingénieur anglais Gordon Coppuck et engagée pour les saisons 1973, 1974, 1975, 1976 et 1977 de Formule 1. Elle dispose d'un moteur V8 Ford-Cosworth DFV.

## 1973
La McLaren M23 remplace la vieillissante M19 dès le début de la saison 1973. Dès son premier Grand Prix, le Néo-Zélandais Denny Hulme décroche la pole position et termine cinquième. Au Grand Prix suivant, en Espagne, Peter Revson dispose à son tour de la M23. Pour sa première saison, la M23 réalise une pole position, un meilleur tour (Hulme en Suède) et trois victoires : Hulme en Suède et Revson en Grande-Bretagne et au Canada. Le néophyte Jody Scheckter passe près d'une première victoire en France mais est forcé à l'abandon après un accident. Par ailleurs, il est responsable à son volant de l'un des plus gros carambolages de l'histoire de la Formule 1 lors du Grand Prix de Grande-Bretagne 1973.

## 1974
En 1974, Emerson Fittipaldi quitte Lotus pour rejoindre McLaren. Ses connaissances de la Lotus 72 permettent à McLaren de décrocher la couronne pilote et constructeur, avec trois victoires pour Fittipladi et une pour Hulme qui prend sa retraite à la fin de la saison.

## 1975
Pour la saison 1975, McLaren poursuit le développement de la M23, avec notamment l'introduction d'une boîte de vitesses à 6 rapports - une nouveauté pour l'époque - qui permet à McLaren et Fittipaldi de finir à la deuxième place des championnats pilotes et constructeurs, derrière la performante Ferrari 312 T de l'Autrichien Niki Lauda. À la fin de la saison, Emerson Fittipaldi quitte McLaren pour rejoindre l'équipe de son frère Wilson Fittipaldi, Copersucar.
Durant la saison 1975, l'équipe McLaren teste différents profils aérodynamiques sur la M23, comme différents profils de museau, une carrosserie élargie à l'avant des roues arrière ou diverses dispositions des refroidisseurs à huile. Ces modifications sont adoptées sur le successeur du châssis M23, la McLaren M26.

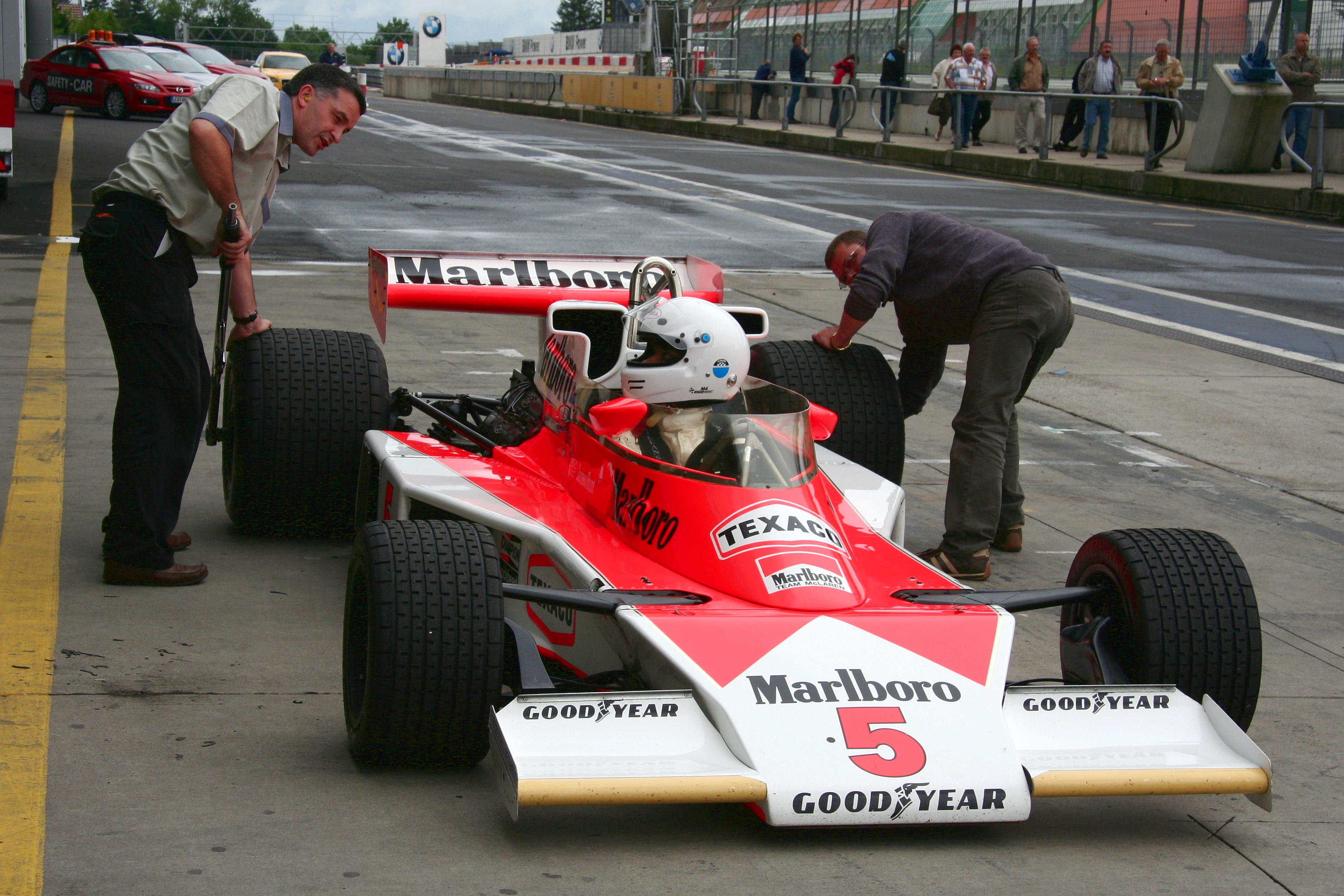
La McLaren M26 de 1976-1977 en démonstration sur le Nürburgring.

## 1976-1977-1978: Les ultimes années de la M23
L'Anglais James Hunt qui a créé la surprise en remportant le Grand Prix des Pays-Bas 1975 au volant d'une modeste Hesketh remplace Fittipaldi. Après un long combat pendant toute la saison contre Lauda, Hunt est finalement sacré champion lors de la dernière manche, au Japon.
En 1977, la McLaren M26 n'étant pas encore prête à l'entame de la saison, Hunt et Mass débutent avec la M23 déjà âgée de quatre saisons. Malgré ce désavantage, la M23 reste compétitive et Mass se classe deuxième du Grand Prix de Suède, dernier podium pour la M23. Les jeunes Gilles Villeneuve et Bruno Giacomelli participent à un Grand Prix en fin de saison, sans grand succès.
La M23 fait ses derniers tours de piste en 1978 où elle est utilisée par quelques écuries privées. La dernière course de la M23 se tient le 10 septembre 1978, en Italie. Nelson Piquet termine neuvième d'un Grand Prix marqué par la mort du suédois Ronnie Peterson sur sa Lotus 79.
La McLaren M23 n'a jamais été la monoplace la plus avancée, techniquement parlant, en Formule 1, mais une bonne préparation ainsi qu'un développement presque constant l'aida à gagner 16 Grands Prix, deux championnats pilotes et un constructeur dans sa longue carrière.

## Résultats en championnat du monde

### Écurie officielle McLaren
| Saison | Écurie                | Moteur               | Pneus | Pilote             | 1   | 2   | 3   | 4   | 5   | 6   | 7   | 8   | 9   | 10  | 11  | 12  | 13  | 14  | 15  | 16  | 17  | Points inscrits | Classement |
| ------ | --------------------- | -------------------- | ----- | ------------------ | --- | --- | --- | --- | --- | --- | --- | --- | --- | --- | --- | --- | --- | --- | --- | --- | --- | --------------- | ---------- |
| 1973   | Yardley Team McLaren  | Ford Cosworth DFV V8 | G     |                    | ARG | BRE | ADS | ESP | BEL | MON | SUE | FRA | GBR | NED | ALL | AUT | ITA | CAN | USA |     |     | 58*             | 3e         |
| 1973   | Yardley Team McLaren  | Ford Cosworth DFV V8 | G     | Denny Hulme        |     |     | 5   | 6   | 7   | 6   | 1   | 8   | 3   | Abd | 12  | 8   | 15  | 13  | 4   |     |     | 58*             | 3e         |
| 1973   | Yardley Team McLaren  | Ford Cosworth DFV V8 | G     | Peter Revson       |     |     |     | 4   | Abd | 5   | 7   |     | 1   | 4   | 9   | Abd | 3   | 1   | 5   |     |     | 58*             | 3e         |
| 1973   | Yardley Team McLaren  | Ford Cosworth DFV V8 | G     | Jody Scheckter     |     |     |     |     |     |     |     | Abd | np  |     |     |     |     | Abd | Abd |     |     | 58*             | 3e         |
| 1973   | Yardley Team McLaren  | Ford Cosworth DFV V8 | G     | Jacky Ickx         |     |     |     |     |     |     |     |     |     |     | 3   |     |     |     |     |     |     | 58*             | 3e         |
| 1974   | Marlboro Team Texaco  | Ford Cosworth DFV V8 | G     |                    | ARG | BRE | ADS | ESP | BEL | MON | SUE | NED | FRA | GBR | ALL | AUT | ITA | CAN | USA |     |     | 73 (75)         | 1er        |
| 1974   | Marlboro Team Texaco  | Ford Cosworth DFV V8 | G     | Emerson Fittipaldi | 10  | 1   | 7   | 3   | 1   | 5   | 4   | 3   | Abd | 2   | Abd | Abd | 2   | 1   | 4   |     |     | 73 (75)         | 1er        |
| 1974   | Marlboro Team Texaco  | Ford Cosworth DFV V8 | G     | Denny Hulme        | 1   | 12  | 9   | 6   | 6   | Abd | Abd | Abd | 6   | 7   | Abd | 2   | 6   | 6   | Abd |     |     | 73 (75)         | 1er        |
| 1974   | Marlboro Team Texaco  | Ford Cosworth DFV V8 | G     | Mike Hailwood      | 4   | 5   | 3   | 9   | 7   | Abd | Abd | 4   | 7   | Abd | 15  |     |     |     |     |     |     | 73 (75)         | 1er        |
| 1974   | Marlboro Team Texaco  | Ford Cosworth DFV V8 | G     | David Hobbs        |     |     |     |     |     |     |     |     |     |     |     | 7   | 9   |     |     |     |     | 73 (75)         | 1er        |
| 1974   | Marlboro Team Texaco  | Ford Cosworth DFV V8 | G     | Jochen Mass        |     |     |     |     |     |     |     |     |     |     |     |     |     | 16  | 7   |     |     | 73 (75)         | 1er        |
| 1975   | Marlboro Team Texaco  | Ford Cosworth DFV V8 | G     |                    | ARG | BRE | ADS | ESP | MON | BEL | SUE | NED | FRA | GBR | ALL | AUT | ITA | USA |     |     |     | 53              | 3e         |
| 1975   | Marlboro Team Texaco  | Ford Cosworth DFV V8 | G     | Emerson Fittipaldi | 1   | 2   | Abd | np  | 2   | 7   | 8   | Abd | 4   | 1   | Abd | 9   | 2   | 2   |     |     |     | 53              | 3e         |
| 1975   | Marlboro Team Texaco  | Ford Cosworth DFV V8 | G     | Jochen Mass        | 14  | 3   | 6   | 1   | 6   | Abd | Abd | Abd | 3   | 7   | Abd | 4   | Abd | 3   |     |     |     | 53              | 3e         |
| 1976   | Marlboro Team McLaren | Ford Cosworth DFV V8 | G     |                    | BRE | ADS | USW | ESP | BEL | MON | SUE | FRA | GBR | ALL | AUT | NED | ITA | CAN | USE | JPN |     | 74 (75)         | 2e         |
| 1976   | Marlboro Team McLaren | Ford Cosworth DFV V8 | G     | James Hunt         | Abd | 2   | Abd | 1   | Abd | Abd | 5   | 1   | DSQ | 1   | 4   | 1   | Abd | 1   | 1   | 3   |     | 74 (75)         | 2e         |
| 1976   | Marlboro Team McLaren | Ford Cosworth DFV V8 | G     | Jochen Mass        | 6   | 3   | 5   | Abd | 6   | 5   | 11  | 15  | Abd | 3   | 7   |     | Abd | 5   | 4   | Abd |     | 74 (75)         | 2e         |
| 1977   | Marlboro Team McLaren | Ford Cosworth DFV V8 | G     |                    | ARG | BRE | ADS | USW | ESP | MON | BEL | SUE | FRA | GBR | ALL | AUT | NED | ITA | USE | CAN | JPN | 60*             | 3e         |
| 1977   | Marlboro Team McLaren | Ford Cosworth DFV V8 | G     | James Hunt         | Abd | 2   | 4   | 7   |     | Abd |     |     |     |     |     |     |     |     |     |     |     | 60*             | 3e         |
| 1977   | Marlboro Team McLaren | Ford Cosworth DFV V8 | G     | Jochen Mass        | Abd | Abd | 5   | Abd | 4   | 4   | Abd | 2   | 9   |     |     |     |     |     |     |     |     | 60*             | 3e         |
| 1977   | Marlboro Team McLaren | Ford Cosworth DFV V8 | G     | Gilles Villeneuve  |     |     |     |     |     |     |     |     |     | 11  |     |     |     |     |     |     |     | 60*             | 3e         |
| 1977   | Marlboro Team McLaren | Ford Cosworth DFV V8 | G     | Bruno Giacomelli   |     |     |     |     |     |     |     |     |     |     |     |     |     | Abd |     |     |     | 60*             | 3e         |

- * 12 points ont été marqués avec la M19A et M19C en 1973.
- * 39 points ont été marqués avec la M26 en 1977.

### Écuries privées
| Saison | Écurie                          | Châssis | Moteur        | Pneus | Pilote            | 1   | 2   | 3   | 4   | 5   | 6   | 7   | 8   | 9   | 10  | 11  | 12  | 13  | 14  | 15  | 16  | 17  |
| ------ | ------------------------------- | ------- | ------------- | ----- | ----------------- | --- | --- | --- | --- | --- | --- | --- | --- | --- | --- | --- | --- | --- | --- | --- | --- | --- |
| 1974   |                                 |         |               |       |                   | ARG | BRE | ADS | ESP | BEL | MON | SUE | NED | FRA | GBR | ALL | AUT | ITA | CAN | USA |     |     |
| 1974   | Scribante Lucky Strike Racing   | M23     | Ford Cosworth | G     | Dave Charlton     |     |     | 19  |     |     |     |     |     |     |     |     |     |     |     |     |     |     |
| 1975   |                                 |         |               |       |                   | ARG | BRE | ADS | ESP | MON | BEL | SUE | NED | FRA | GBR | ALL | AUT | ITA | USA |     |     |     |
| 1975   | Lucky Strike Racing             | M23     | Ford Cosworth | G     | Dave Charlton     |     |     | 14  |     |     |     |     |     |     |     |     |     |     |     |     |     |     |
| 1977   |                                 |         |               |       |                   | ARG | BRE | ADS | USW | ESP | MON | BEL | SUE | FRA | GBR | ALL | AUT | NED | ITA | USE | CAN | JPN |
| 1977   | Iberia Airlines                 | M23     | Ford Cosworth | G     | Emilio de Villota |     |     |     |     | 13  |     | NQ  | NQ  |     | NQ  | NQ  | 17  |     | NQ  |     |     |     |
| 1977   | Chesterfield Racing             | M23     | Ford Cosworth | G     | Brett Lunger      |     |     |     |     |     |     | np  | 11  | NQ  | 13  | Abd | 10  | 9   | Abd | 10  | 11  |     |
| 1978   |                                 |         |               |       |                   | ARG | BRA | ADS | USW | MON | BEL | ESP | SWE | FRA | GBR | GER | AUT | NED | ITA | USE | CAN |     |
| 1978   | Liggett Group/ B&S Fabrications | M23     | Ford Cosworth | G     | Brett Lunger      | 13  | Abd | 11  | NQ  |     |     |     |     |     |     |     |     |     |     |     |     |     |
| 1978   | Liggett Group/ B&S Fabrications | M23     | Ford Cosworth | G     | Nelson Piquet     |     |     |     |     |     |     |     |     |     |     |     | Abd | Abd | 9   |     |     |     |
| 1978   | Centro Aseguredor F1            | M23     | Ford Cosworth | G     | Emilio de Villota |     |     |     |     |     |     | DNQ |     |     |     |     |     |     |     |     |     |     |
| 1978   | Melchester Racing               | M23     | Ford Cosworth | G     | Tony Trimmer      |     |     |     |     |     |     |     |     |     | DNQ |     |     |     |     |     |     |     |

Légende : ici 